# Ferrovie Calabro Lucane

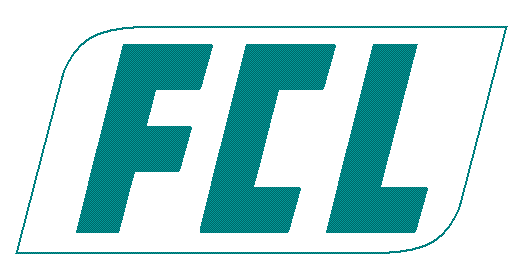
Logotipo de las Ferrovie Calabro Lucane

La Ferrovie Calabro-Lucane (FCL) fue una vasta red de ferrocarriles de vía estrecha, que abarcaba el territorio de cuatro regiones de Italia, (Campania, Basilicata, Puglia y Calabria) y siete provincias: Bari, Salerno, Potenza, Matera, Cosenza, Catanzaro (que entonces comprendía también los territorios de las actuales provincias de Crotona y Vibo Valentia) y Reggio Calabria.

## Historia

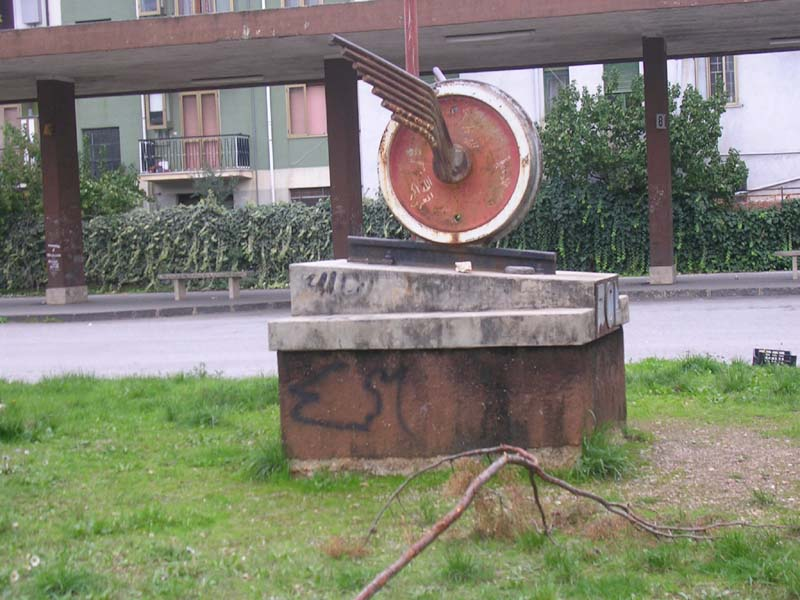
La rueda alada, símbolo de las Ferrovie Calabro Lucane, común a diversas compañías ferroviarias italianas, en Castrovillari

Los proyectos originales de algunos tramos de la red datan de la década de 1880: ya en 1882 la diputación provincial de Cosenza requirió al gobierno del Reino la construcción del ferrocarril de Lagonegro-Spezzano Albanese–Castrovillari–Lagonegro que hubiera conectado Cosenza y el centro de Calabria, a través del ferrocarril Sicignano-Lagonegro (ferrovia del Vallo di Diano) con Salerno y Nápoles, aunque la autorización no llegaría hasta el 4 de diciembre de 1902 con la ley Zanardelli, pero con la cláusula penalizante de adoptar la vía estrecha para las nuevas líneas.
La construcción de dicho ferrocarril fue sin embargo llevada a cabo más tarde por la "Società per le Strade Ferrate del Mediterráneo" que seguidamente a la nacionalización de los ferrocarriles italianos en 1905, había perdido su Rete Mediterránea pero en cambio se encontraba en posesión de grandes sumas para invertir; había presentado la petición al gobierno para la concesión de su red intrarregional y la había obtenido en 1910.
La apertura al tráfico de la primera línea, la Bari-Matera, fue el 9 de agosto de 1915.

La sociedad constructora tenía encargada la explotación, dando inicio a la gestión de la empresa con una dirección general en Roma y dos oficinas descentralizadas en Puglia y en Calabria. El proyecto inicial era ambicioso: conectar por vía férrea cuatro regiones, Campania, Lucania, Puglia y Calabria y siete provincias – Salerno, Potenza, Matera, Bari, Cosenza, Catanzaro y Reggio.Con el tiempo se redujo y concretó sólo en parte a causa del largo período de estancamiento a consecuencia del inicio de la Primera Guerra Mundial primero y la postguerra después.
 
El 9 de octubre de 1916 se inauguró el tramo de línea Cosenza–Rogliano y consecuentemente quedó activado el servicio de correspondencia de mercancías con la Ferrovie dello Stato (FS). Tras la ralentización de los trabajos debido a la Primera Guerra Mundial, el día 11 de octubre de 1922 fue abierto al tráfico el tramo Pedace–San Pietro in Guarano, de 21 898 km.

En el período 1915-1934, la red ferroviaria construida y abierta al público abarcó 738 km de líneas.

El último tramo inaugurado fue el de Camigliatello–San Giovanni in Fiore, en abril de 1956. Quedaron sobre el mapa los tramos de interconexión de la red: Mammola–Cinquefrondi, Mileto–Chiaravalle Centrale, San Giovanni in Fiore–Petilia Policastro, Marsico Nuovo–Laurenzana, Marsico Nuovo–Montalbano Jonico. Para algunos se trató de una justa renuncia en cuanto que se trataba de líneas que habían quedado obsoletas como tales; para otros, su no realización fue en cambio el motivo del precoz cierre de la red; privadas de la desembocadura en la costa, muchas líneas acabaron por limitarse a desarrollar un tráficos de pasajeros y mercancías totalmente local y muy limitado.

### Fechas de inauguración de los diversos tramos

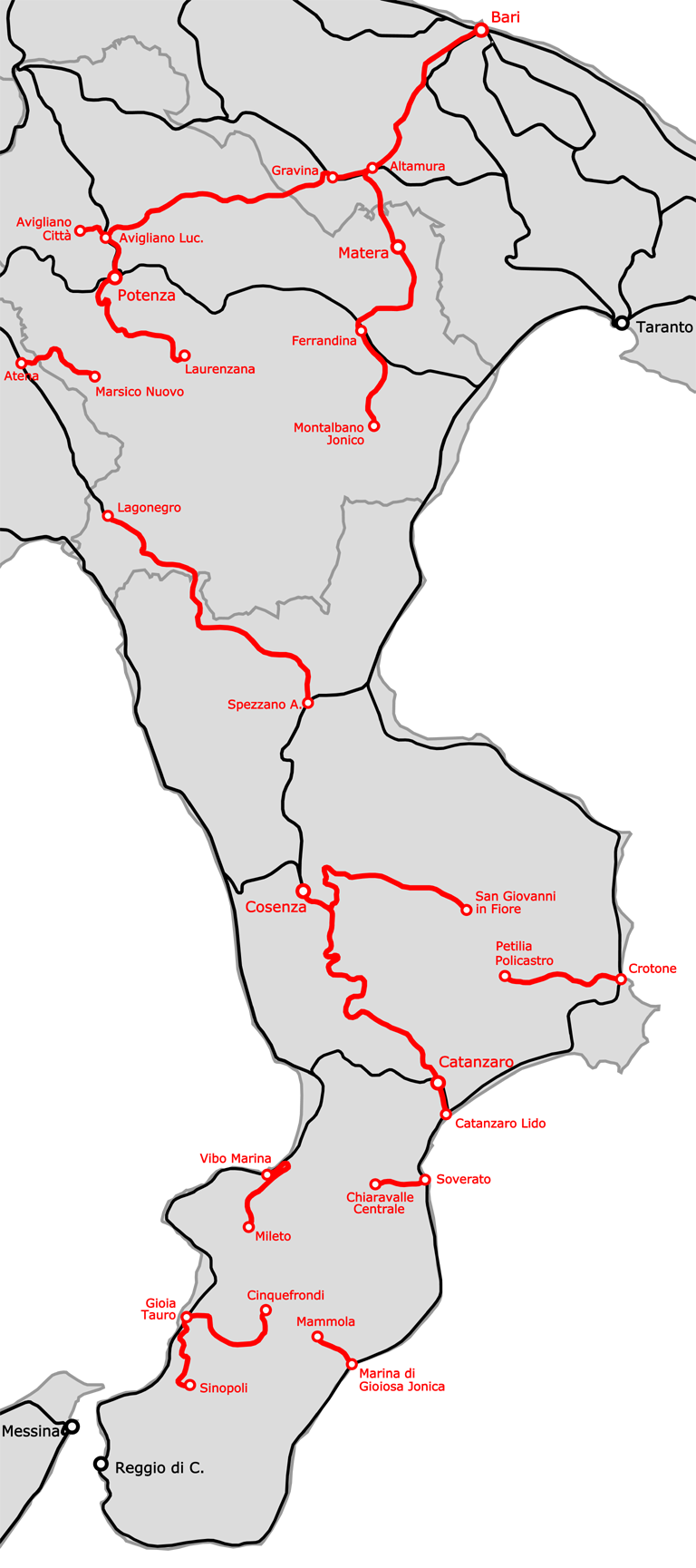
La red FCL en su momento de máxima extensión.(1960)

- Línea Bari-Matera-Montalbano Jonico (141 879 km):
  - Bari–Matera (76 178 km), 9 de agosto de 1915
  - Matera–Miglionico (27 828 km), 24 de mayo de 1928
  - Miglionico–Montalbano Jonico (37 873 km), 29 de octubre de 1932
- Línea Altamura-Avigliano Lucania (93 285 km):
  - Acerenza–Avigliano Lucania (27 082 km), 26 de mayo de 1930
  - Altamura–Acerenza (66 103 km), 21 de abril de 1934
- Línea Laurenzana-Potenza-Avigliano Città (65 243 km):
  - Potenza Inferiore Scalo–Pignola (12 472 km), 23 de enero de 1919
  - Avigliano Città–Avigliano Lucania (7,716 km), 26 de mayo de 1930
  - Pignola–Laurenzana (30 494 km), 4 de noviembre de 1931
  - Potenza Città–Potenza Inferiore Scalo (3,084 km), 1 de julio de 1933
  - Potenza Città–Avigliano Lucania (11 477 km), 28 de octubre de 1933
- Línea Atena-Marsico Nuovo (26 910 km), 28 de octubre de 1931
- Línea Lagonegro-Spezzano Albanese (105 197 km):
  - Spezzano Albanese–Castrovillari (25 404 km), 15 de septiembre de 1915
  - Lagonegro–Laino Borgo (40 014 km), 30 de octubre de 1929
  - Castrovillari–Morano Calabro (7,524 km), 23 de junio de 1930
  - Laino Borgo–Morano Calabro (32 255 km), 1 de julio de 1931
- Línea Catanzaro-Cosenza (110 391 km):
  - Cosenza–Rogliano (23 240 km), 9 de octubre de 1916
  - Rogliano–Soveria Mannelli (35 807 km), 11 de octubre de 1922
  - Soveria Mannelli–Decollatura (6,558 km), 30 de marzo de 1924
  - Catanzaro Città–Catanzaro Lido (11 146 km), 10 de julio de 1933
  - Decollatura–Catanzaro Città (33 640 km), 18 de junio de 1934
- Línea Pedace–San Giovanni in Fiore (67 386 km):
  - Pedace–San Pietro in Guarano (21 898 km), 11 de octubre de 1922
  - San Pietro in Guarano–Camigliatello Silano (17 803 km), 10 de agosto de 1931
  - Camigliatello Silano–San Giovanni in Fiore (27 685 km), 6 de mayo de 1956
- Línea Crotona-Petilia Policastro (41 951 km):
  - Crotona Centro–Petilia Policastro (40 776 km), 16 de junio de 1930
  - Bivio Porto–Crotona Puerto (1,175 km), 2 de agosto de 1930
- Línea Vibo Valentia-Mileto (27 880 km):
  - Vibo Valentia–Vibo Valentia Città (14 887 km), 2 de julio de 1917
  - Vibo Valentia Città–Mileto (13 123 km), 4 de octubre de 1923
- Línea Soverato-Chiaravalle Centrale (22 969 km), 15 de diciembre de 1923
- Línea Gioia Tauro-Cinquefrondi (32 052 km):
  - Gioia Tauro–Cittanova (21 400 km), 1 de junio de 1924
  - Cittanova–Cinquefrondi (10 652 km), 28 de marzo de 1929
- Línea Gioia Tauro-Palmi-Sinopoli (26 282 km):
  - Gioia Tauro–Palmi-Seminara (12 975 km), 18 de enero de 1917
  - Seminara–Sinopoli (13 307 km), 21 de abril de 1928
- Línea Marina di Gioiosa-Mammola (14 694 km), 1 de agosto de 1931

Las líneas abiertas al tráfico sumaban un total de 776 119 km de ferrocarril, con un ancho de vía de 950 mm, el más extendido históricamente en los ferrocarriles de vía estrecha italianos. Pequeños tramos de la red estaban dotados de cremallera (actualmente sólo un tramo de apenas 2 km en la línea de Catanzaro a Catanzaro-Lido), y algunos otros disponían de tercer carril o vía estuchada en líneas de Ferrovie dello Stato, existiendo varios tramos de algunos kilómetros en la línea Bari-Potenza.

### La segunda fase histórica. Las clausuras

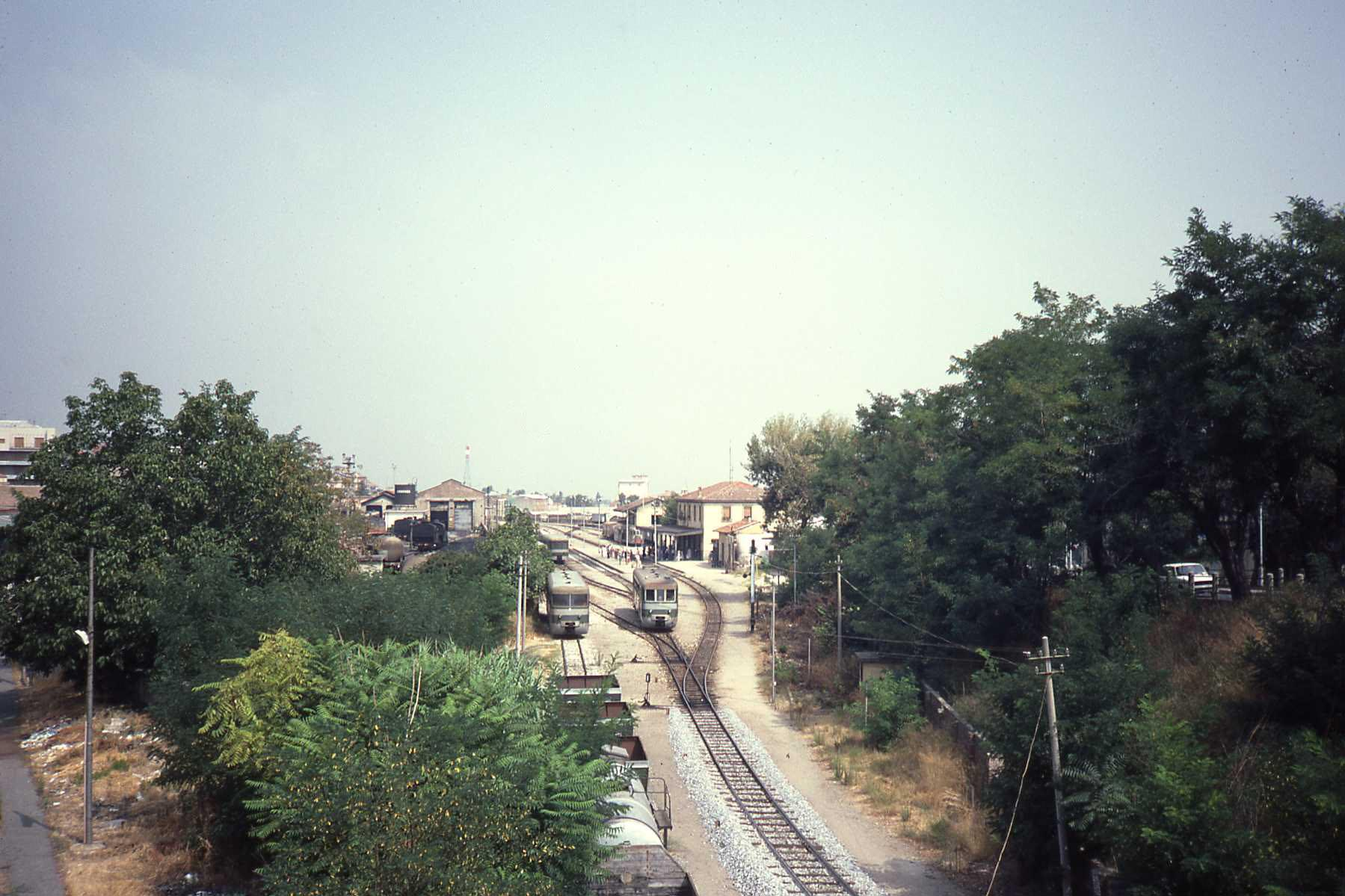
Cosenza (1984)

La drástica reducción del presupuesto de mantenimiento de la infraestructura y el material rodante por parte de la compañía "Mediterránea" fue, el 23 de diciembre de 1961, la causa de un gravísimo accidente en el viaducto de la Fiumarella, próximo a Catanzaro, que dejó 73 muertos tras la caída desde lo alto del puente de un remolque de un tren repleto de niños, después de abrirse la vía en unas decenas de metros; este grave hecho provocó la rescisión de la concesión a la Mediterránea (MCL), siendo sustituida por la gestión comisarial gubernativa de toda la red ferroviaria Calabro-Lucane.
Los años 1960 fueron de frenético desarrollo del transporte por carretera, transporte público y privado que, consecuentemente, hicieron disminuir la cuota del transporte ferroviario, limitado forzosamente al transporte de estudiantes y pendular. Los FCL, abocados a la indispensable modernización o desaparición forzosa, se convirtieron en blanco de la política de recortes públicos al considerarse improductivos.

En apenas dos décadas, los Calabro Lucane fueron privados de muchos tramos que, tal vez, convenientemente renovados, hubieran sido de gran utilidad en el transporte local. En períodos del año climatológicamente difíciles, en los puerto de montaña del Aspromonte y del Pollino, del Sila, el transporte en automóvil se hace extremadamente complicado, en una región como Calabria muy montañosa con pueblos bastante aislados en los inviernos rigurosos, cuestión en parte resuelta una vez que la vasta red ferroviaria del "Calabro Lucane" entró en funcionamiento.

Con el paso de los años, los FCL se fueron adaptando a las nuevas necesidades del público, convirtiéndose en una empresa de transporte mixto, cada vez más dedicada a la carretera y menos al ferrocarril, llegando a tener un parque móvil de varios centenares de autobuses. El peligro de la supresión total de los pocos tramos ferroviarios existentes permanece todavía, como sucedió en junio de 2011 al suprimirse las dos líneas con origen en Gioia Tauro a Palmi y Cinquefrondi, con un riesgo real de colapso debido a la falta de mantenimiento de ambas líneas; siendo bastante remota la posibilidad de volver a explotarse como ferrocarril.
Las tramos clausurados fueron:
- 1966 Atena-Marsico Nuovo, 26 910 km
- 1966 Vibo Valentia-Mileto 27 880 km
- 1968 Marina di Gioiosa Jonica–Mammola 14 694 km
- 1969 Soverato-Chiaravalle Centrale 22 969 km
- 1969 Pignola–Laurenzana 30 494 km
- 1972 Matera-Montalbano Jonico 65 581 km
- 1972 Crotona-Petilia Policastro 41 951 km
- 1978 Lagonegro-Spezzano Albanese 104 890 km
- 1980 Potenza-Pignola 12 472 km
- 1997 Palmi-Sinopoli 11 000 km
- 2011 Gioia Tauro-Palmi/Cinquefrondi 47 334 km

En 1989 lo que quedaba de la red de FCL fue escindido en dos gestiones gubernativas diferentes: la Ferrovie Appulo Lucane (FAL), con 191 km y la Ferrovie della Calabria (FC), con 220 km. Las últimas líneas cerradas hasta la fecha han sido las de Gioia Tauro a Palmi y Cinquefrondi, cerradas el 8 de junio de 2011 por el pésimo estado de las instalaciones y la absoluta falta de mantenimiento; el total de líneas clausuradas en estos 50 años (1966-2015) arrojan un total de 406 175 km, todos ellos correspondientes a la antigua red de FCL. Hay que señalar que la línea de 67 086 km de Pedace a San Giovanni in Fiore se utiliza únicamente para la circulación de trenes turísticos, al haberse suprimido el tráfico regular de pasajeros en 2009. Las dos redes son las mayores de vía estrecha de la Italia peninsular, sólo superadas por la red insular sarda.

## Características generales

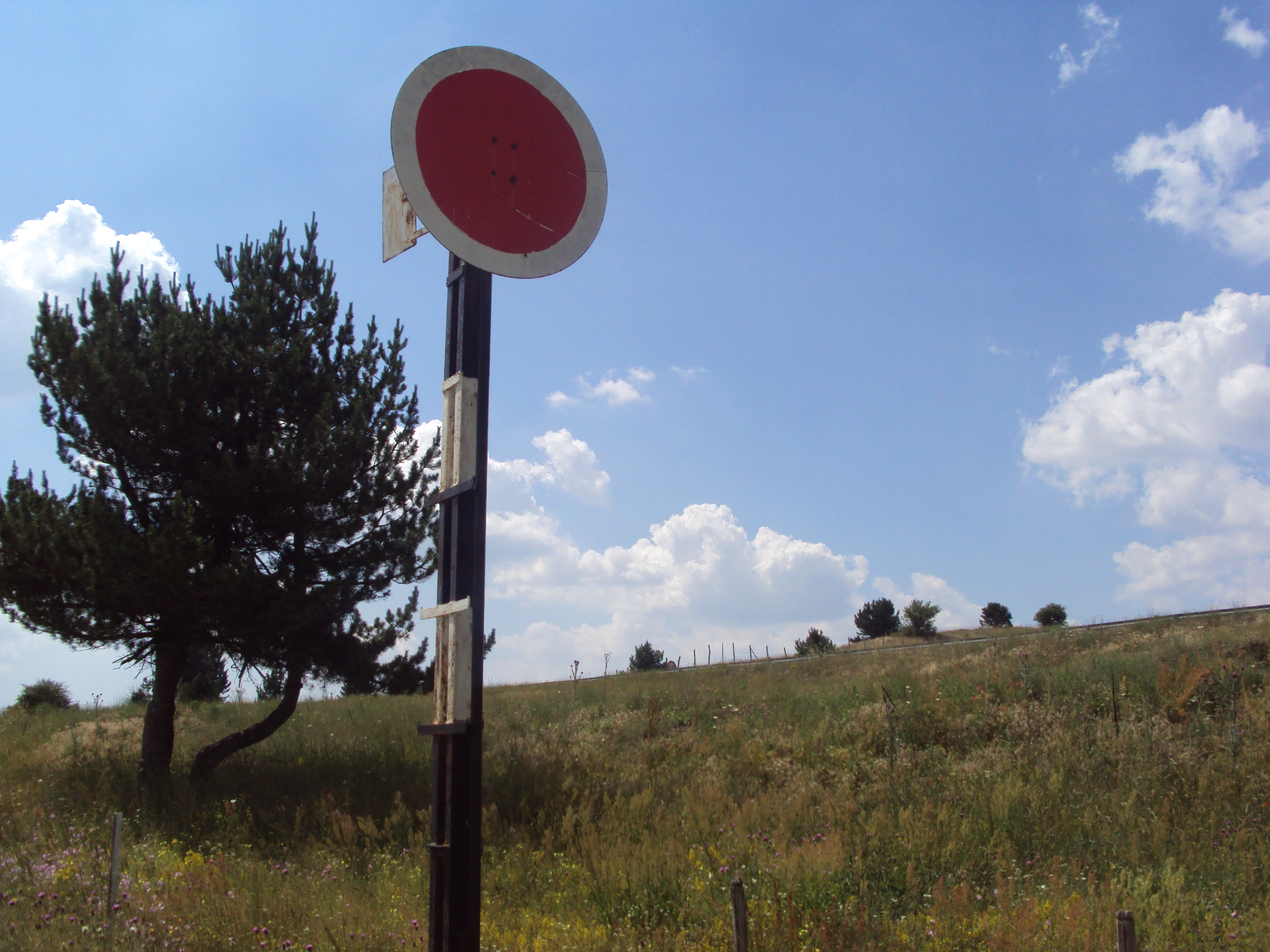
Clásica señal de disco de la Ferrovie Calabro Lucane

Concebidos originalmente como ferrocarriles de montaña, su historia está estrechamente relacionada con las condiciones socioeconómicas de las poblaciones servidas. La calificación de ferrocarriles de montaña se adscribe a las características prevalentes del territorio atrevesado: zonas montañosas difícilmente accesibles con los medios ordinarios de comunicación. La dificultad del recorrido justificó en el pasado la elección de la vía estrecha y la baja velocidad comercial (en torno a los 30 km/h); en muchos tramos los desniveles altimétricos superan las 60 milésimas y la presencia de curvas de reducido radio no admiten elevadas velocidades. Los puntos en los que se superaban las 100 milésimas de rampa fueron superados con tramos dotados de cremallera.

### Explotación y funcionamiento del tráfico ferroviario
La circulación en las líneas venía asegurada inicialmente con bloqueo telegráfico, para posteriormente ser sustituido por el bloqueo telefónico, y sólo en los últimos años de la década de 1980 aparece el primer control de tráfico centralizado en los principales tramos. Las señales utilizadas eran simples señales de disco no luminosas, accionadas de forma funicular desde enclavamientos construidos según el esquema Max Judel o el esquema Servettaz. A día de hoy, las únicas líneas con señales de disco son las de Cosenza-Camigliatello-San Giovanni in Fiore, Gioia Tauro-Cinquefrondi y Gioia Tauro-Palmi (estas últimas con el tráfico suspendido desde 2011), en la Ferrovie della Calabria; mientras en la Ferrovie Appulo Lucane mantienen las señales tradicionales los tramos 
Altamura-Avigliano-Potenza y parte de la Altamura-Matera, esta última todavía con la actualización tecnológica en curso.

## Parque móvil
Imágenes del material de FCL

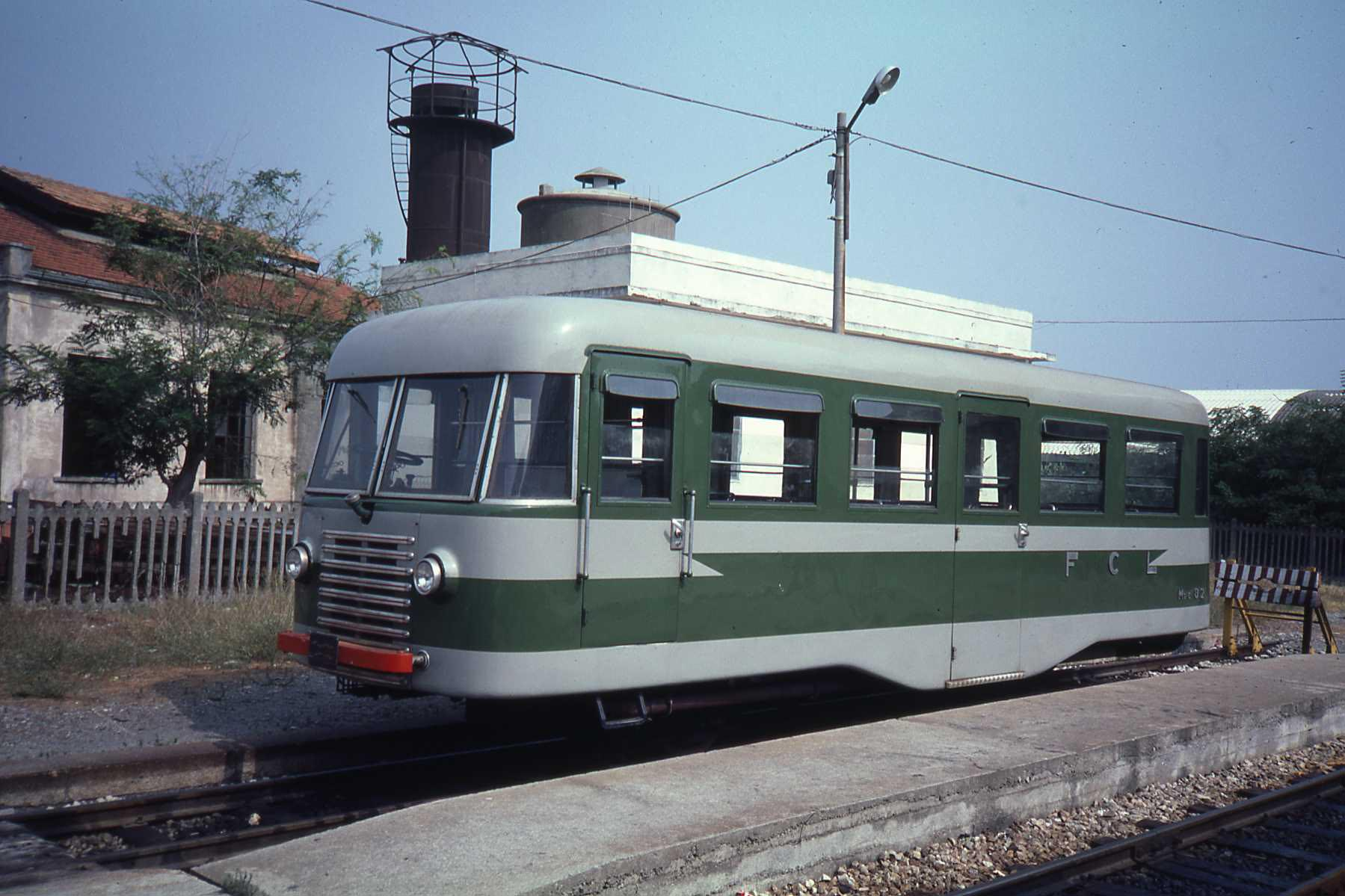
Automotor serie M1c.80R
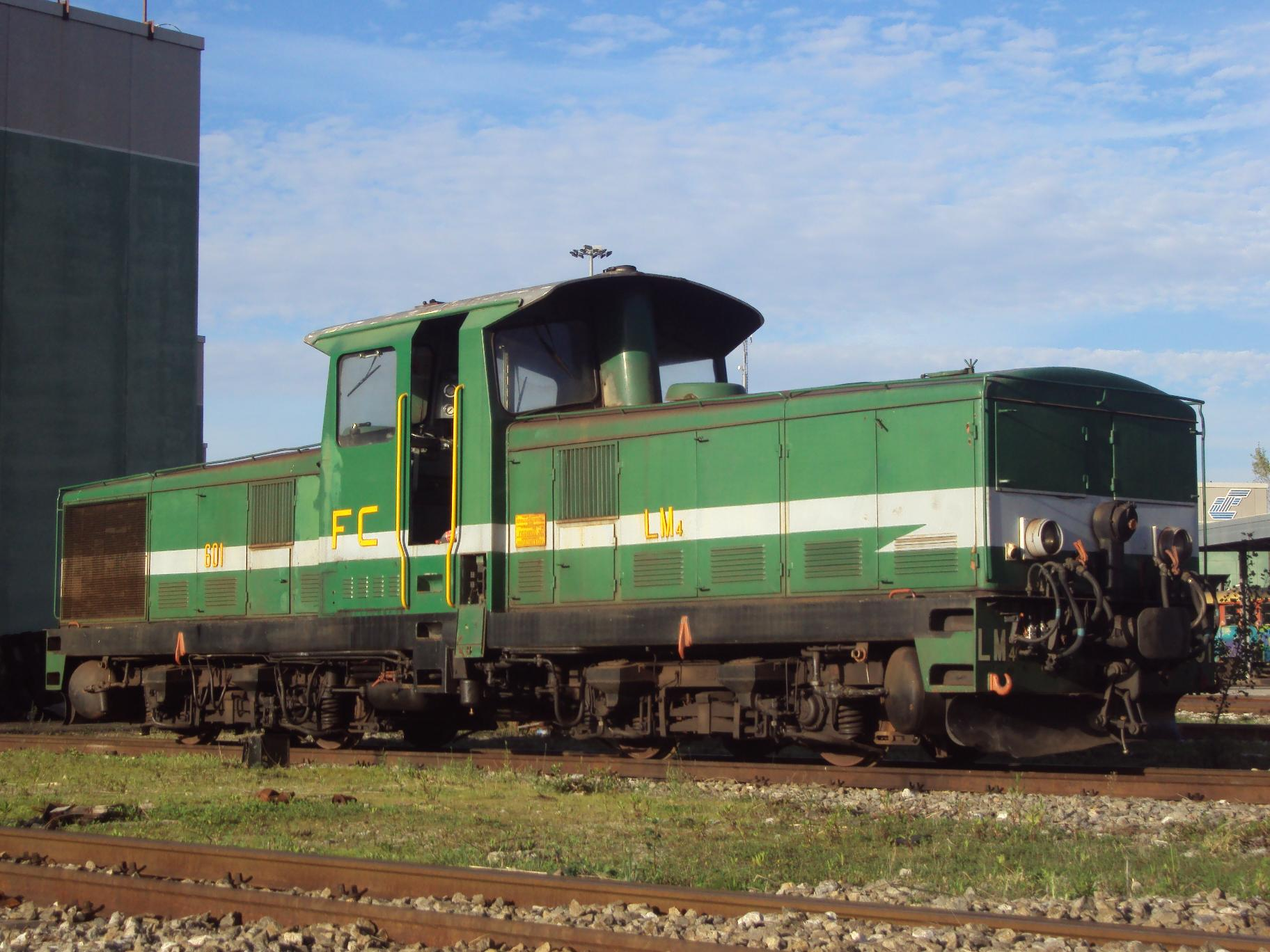
Locomotora diesel LM4
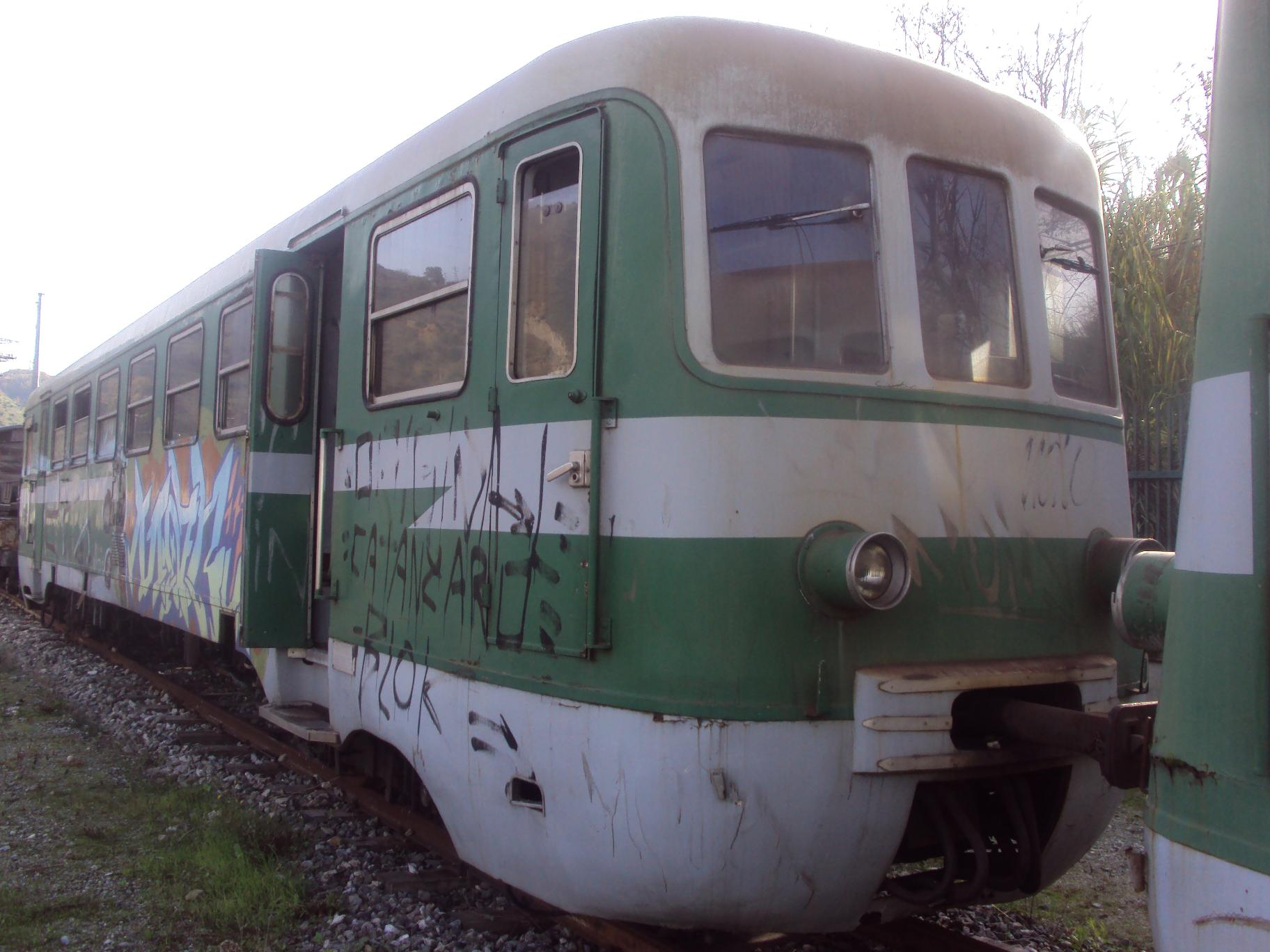
AutomotOR M2 serie 120
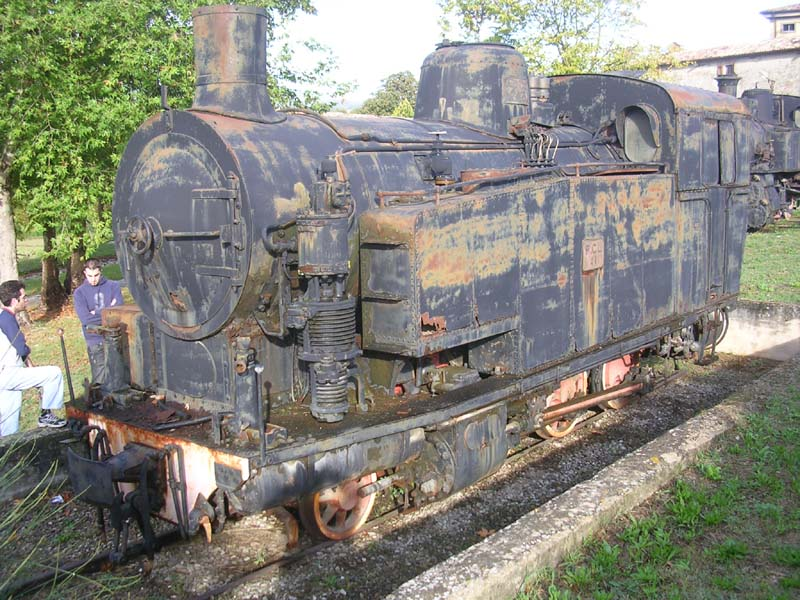
Locomotora FCL serie 400
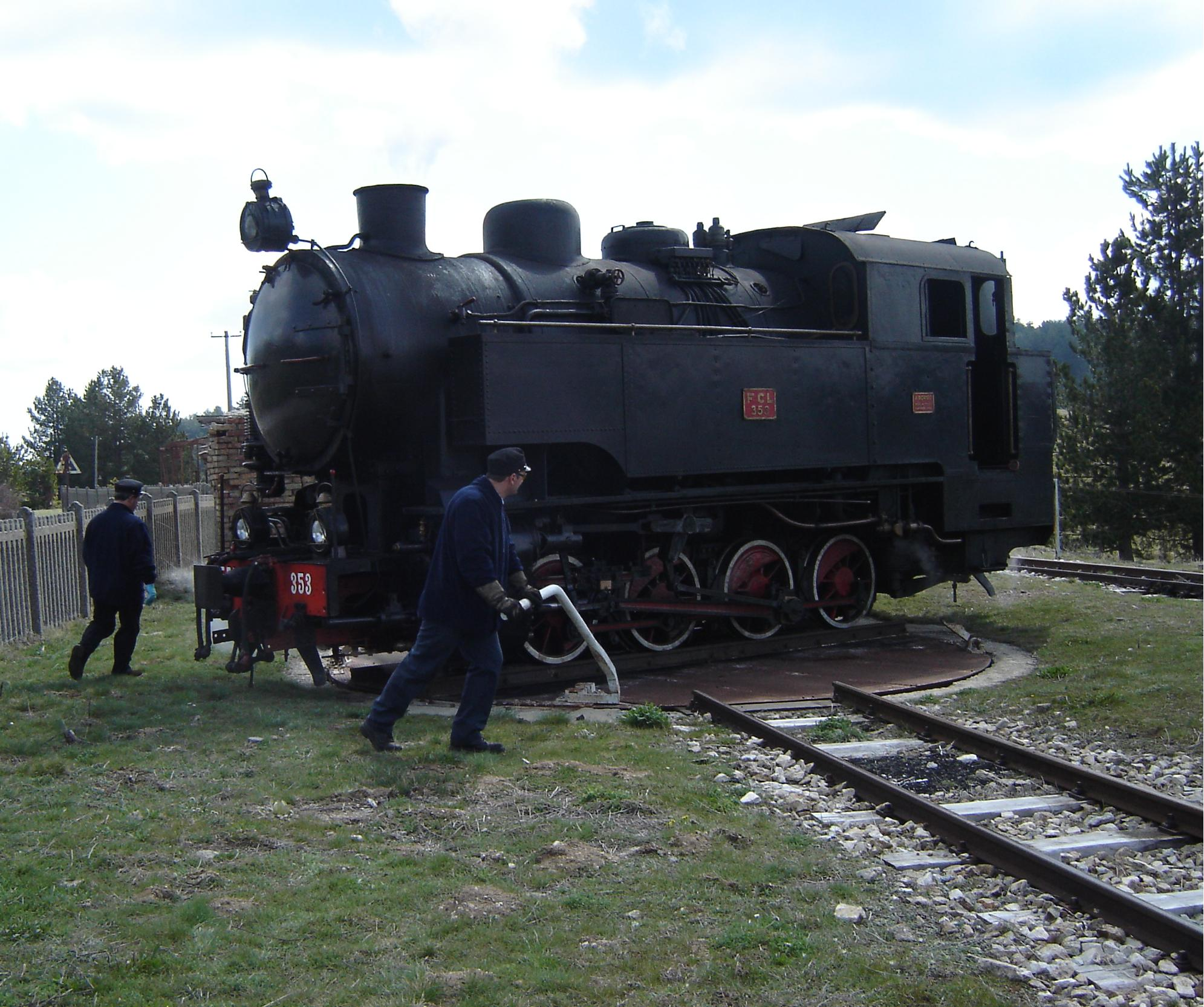
Locomotora a vapor FCL serie 350
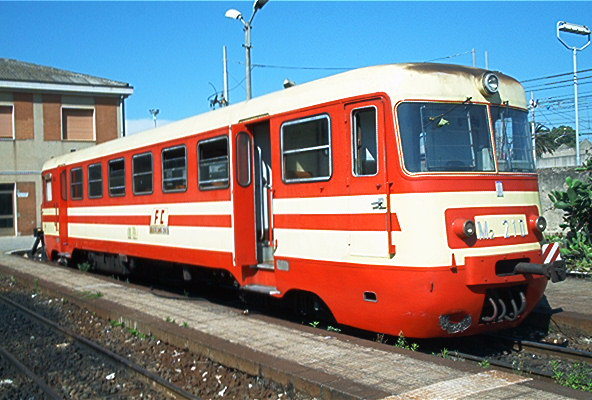
Automotor M2 serie 200
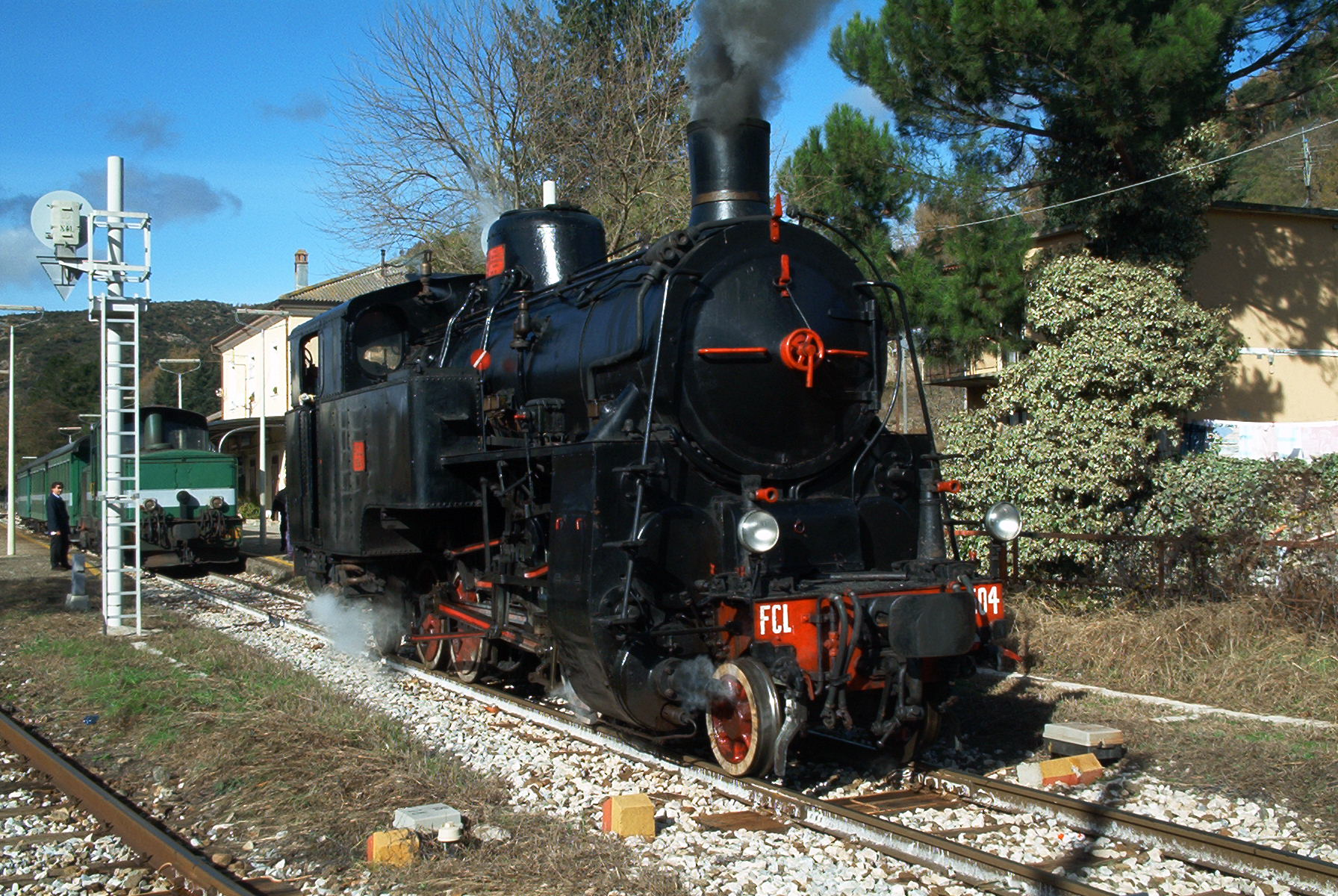
Locomotora a vapor FCL serie 500
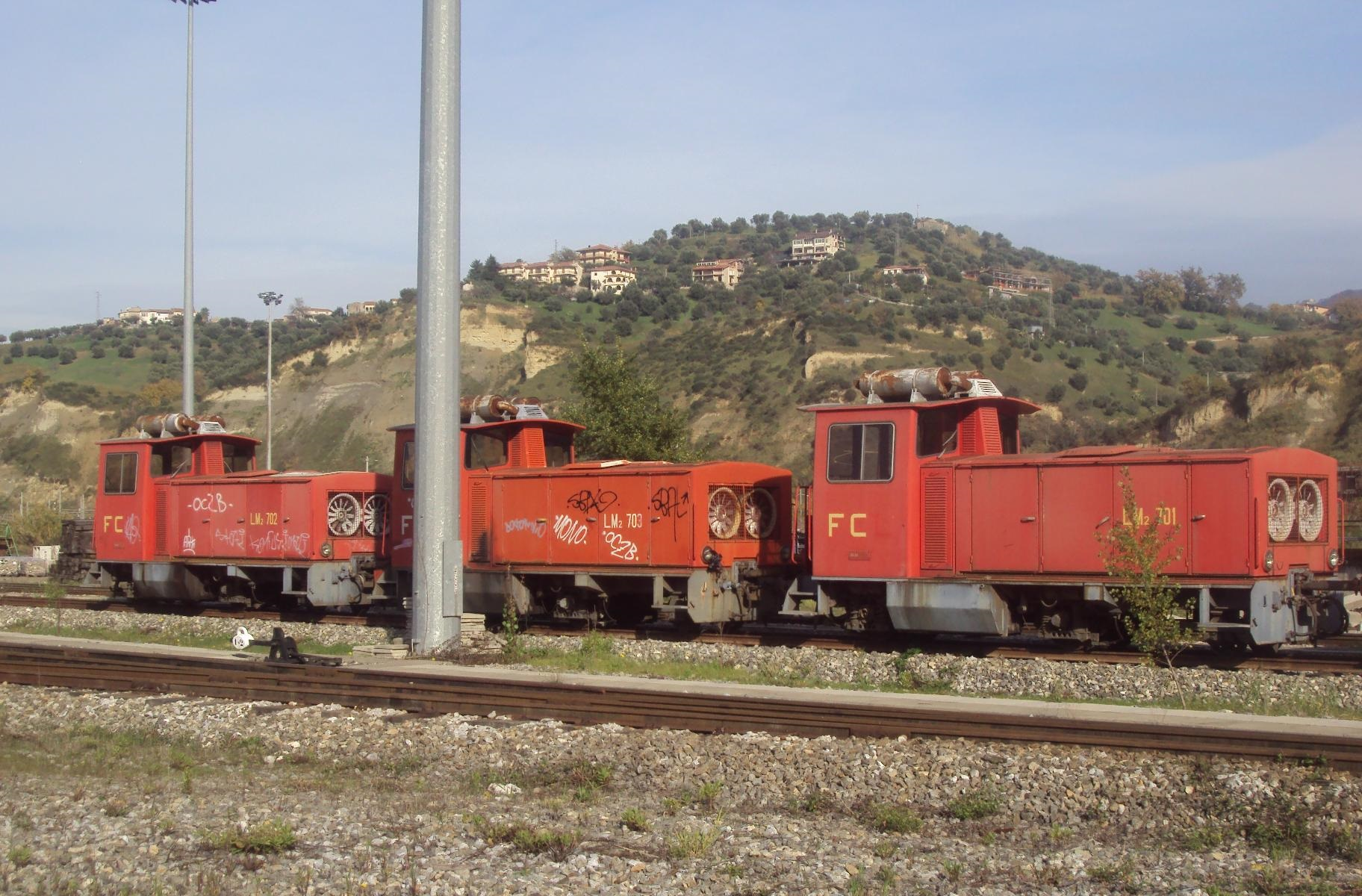
Locomotora de cremallera FCL LM2.700

- Automotor M 1 monodireccional: 42 unidades
- Automotores bidireccionales: 59 unidades
- Automotor M4|Automotor de cremallera: 10 unidades
- Locomotora Diésel: 9 unidades
- Locomotora de cremallera FCL LM2.700 (spintori): 3 unidades
- Remolques de automotores: 46 unidades
- Coches de pasajeros: 150 unidades
- Vagón grúa: 4 unidades
- Autobús: 465 unidades